# モノレイヤ
モノレイヤ（ML）とは、『結晶表面の上にどれだけの吸着物が吸着したか』を表す指標の一つで、大まかに言うと『理想表面の原子数と、吸着原子の数の比』のことである。単位は[ML]である。同様の単位(指標)としてラングミュアー（単位は[L]）がある。